# Stefanie Drescher

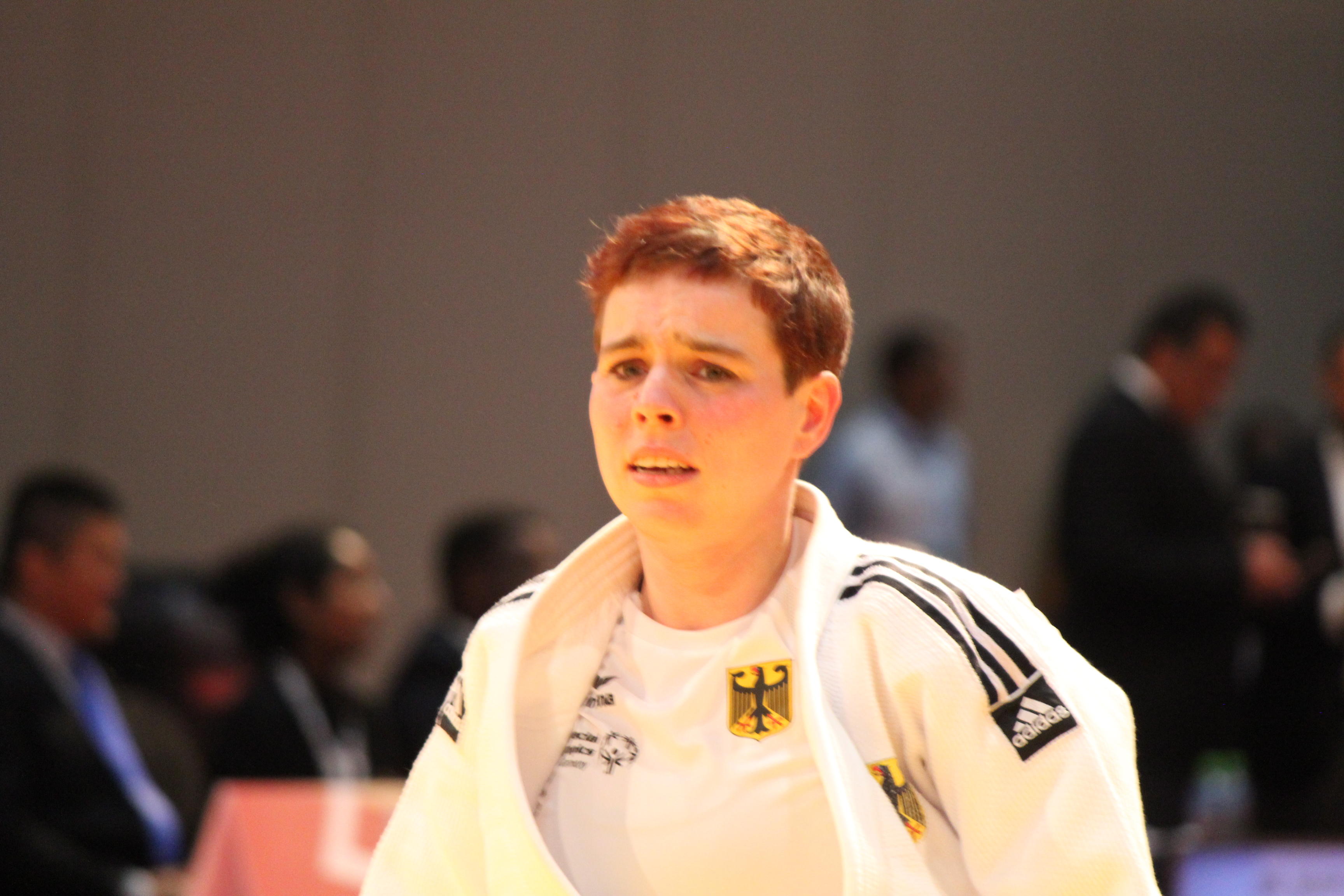
Stefanie Drescher 2019

Stefanie Drescher (* 1987 in Deutschland) ist eine deutsche Judoka aus Velmede, die bei den Special Olympics World Summer Games 2019 in Abu Dhabi zwei Medaillen und bei den Special Olympics World Summer Games 2023 in Berlin eine Goldmedaille gewann.

## Leben und Karriere
Drescher begann im Alter von 10 Jahren mit Judo und nimmt seit ihrer ersten Gürtelprüfung an Judo Wettbewerben teil. Ihre erste Goldmedaille gewann sie 2013 bei den Judo-Einzelmeisterschaften in Hückeswagen. Es folgten noch zahlreiche weitere Medaillen bei ID-Judo-Wettbewerben in Nordrhein-Westfalen.
Sie ist Mitglied des Judovereins BSV Meschede, wo sie von Christoph Gmyrek trainiert wird (Stand 2019). 
Drescher trainiert auch mit Henning Schäfer im ZABS, einer Bildungseinrichtung in Frechen-Buschbell, die jungen Menschen mit kognitivem Förderbedarf einen alternative Bildungs- und Berufsweg im Bereich Sport anbietet (Stand 2023).
Durch den ersten Platz bei den Nationalen Special Olympics Sommerspielen 2014 in Düsseldorf, 2016 in Hannover und 2018 in Kiel konnte sie sich für die Teilnahme an den Special Olympics World Summer Games 2019 qualifizieren. In ihrer Wettkampfklasse gewann sie bei den Weltspielen in Abu Dhabi die Bronzemedaille. Da sie ausgewählt wurde, auch als Gegnerin einer 35 kg wiegenden Judoka der Wettkampfklasse 1 anzutreten, für die sich keine passende Gegnerin angemeldet hatte, konnte sie in beiden Klassen kämpfen. So gewann sie auch eine Silbermedaille in der Wettkampfklasse 1.
2022 war ein erfolgreiches Jahr für Judoka Drescher: Sie wurde im Frühjahr Landesmeisterin in der Gewichtsklasse bis 60 kg, erreichte bei den Special Olympics Deutschland Sommerspielen 2022 in Berlin den ersten Platz in der Kategorie F03a und gewann bei den Special Olympics Landeswettkämpfen von Nordrhein-Westfalen im ID-Judo im September 2022 eine Goldmedaille in ihrer Gewichtsklasse. Somit qualifizierte sie sich für die Special Olympics World Summer Games 2023 in Berlin und war Mitglied des achtköpfigen Judoteams der Spiele. Bei den Internationalen Deutschen Meisterschaften im ID-Judo konnte Drescher den dritten Platz in ihrer Gewichtsklasse in der Wettkampfkategorie 1 erreichen. Im Juni 2023 nahm Drescher in der Wettkampfklasse 1 (F19a) teil und gewann die Goldmedaille.
Nach eigenen Angaben in einem Interview arbeitete sie 2019 im Bereich Krankenpflege. 2023 war sie Berufssportlerin.